# 松井玲奈
松井 玲奈（まつい れな、1991年〈平成3年〉7月27日 - ）は、日本の女優、タレント、小説家、YouTuberであり、女性アイドルグループSKE48の元メンバー、乃木坂46の元兼任メンバーである。兵庫県生まれ、愛知県豊橋市出身。A-PLUS所属。夫はシンガーソングライターの近藤晃央。

## 来歴

### デビュー前
幼少期は明るい性格だったが、小学2年生の時に転校した学校でませた児童による派閥の存在などに衝撃を受けて内気な性格になった。また、家の門限が早いため自宅で遊ぶことが多かったことや、兄からの影響もあって、アニメ・少年漫画・ゲームなどの二次元の世界にのめり込んでいた。中学生のころに『ミュージックステーション』でAKB48が「スカート、ひらり」を披露しているのを見て、その二次元的で斬新な振り付けに興味を持ったが、受けたかった『AKB48 第二回研究生（5期生）オーディション』を、上京できないため諦めかけていた時にAKB48の名古屋版（SKE48）ができると聞き、オーディションに応募した。
2008年（平成20年）7月31日、『SKE48オープニングメンバーオーディション』に合格（応募総数2,670名、最終合格者22名）。歌唱審査ではAKB48の「桜の花びらたち」を歌った。

### SKE48在籍時
2008年10月5日、『SKE48 チームS 1st Stage「PARTYが始まるよ」』公演で選抜メンバー16名のうちの1名として公演デビューした。
2009年（平成21年）3月、選抜メンバー16名がチームSへ移行し、チームSのメンバーとなった。
AKB48の10thシングルで選抜入りした松井珠理奈に続き、同年3月4日発売のAKB48の11thシングル『10年桜』にSKE48から選抜入りした。連続して12thシングル『涙サプライズ!』にも選抜入りした。『AKB48 13thシングル 選抜総選挙』では29位となり、13thシングル『言い訳Maybe』のカップリング曲を歌うアンダーガールズに選出された。
同年8月5日、SKE48の1stシングル『強き者よ』が発売され、SKE48のデビューシングルに歌唱メンバーとして参加した。
2010年（平成22年）1月放送開始の『マジすか学園』（テレビ東京）でドラマデビューし、ラッパッパ四天王のゲキカラ役を演じた。同年9月18日放送の単発ドラマ『おかげ様で!』（CBCテレビ）にも出演。
アンダーガールズ入りした同年5月26日発売のAKB48の16thシングル『ポニーテールとシュシュ』のカップリング曲「盗まれた唇」では、センターポジションを務めた。SKE48においては、同年7月7日発売の3rdシングル『ごめんね、SUMMER』および11月17日発売の4thシングル『1!2!3!4! ヨロシク!』で松井珠理奈とダブルセンターポジションを務めた。また、4thシングルのカップリング曲「TWO ROSES」では、松井珠理奈と期間限定ユニット「キネクト」を結成した。
同年の『AKB48 17thシングル 選抜総選挙』では11位となり、選抜メンバーに選出された。
同年7月31日に開催された『SKE48 リクエストアワーセットリストベスト30 2010〜神曲はどれだ?〜』では、自身のソロユニット曲である「枯葉のステーション」（『teamS 3rd Stage 制服の芽』公演の楽曲）が1位となり、2011年（平成23年）1月に開催された『AKB48リクエストアワーセットリストベスト100 2011』でも、「枯葉のステーション」がSKE48の楽曲では最高位となる22位にランクインした。また、同年11月に開催された『SKE48 リクエストアワーセットリストベスト50 2011〜ファンそれぞれの神曲たち〜』では、「枯葉のステーション」が2年連続で1位となった。
同年3月9日に発売されたSKE48の5thシングル『バンザイVenus』でも松井珠理奈とダブルセンターポジションを務め、SKE48として初の週間チャート1位を獲得した。
同年の『AKB48 22ndシングル 選抜総選挙』では、SKE48メンバーで最上位の10位となり、選抜メンバーに選出された。
同年7月23日、『スター姫さがし太郎』で「玲奈大陸」と題した密着取材の映像がオンエアされた。同年8月25日放送のオムニバスドラマ『新あなたの知らない世界』（日本テレビ）の「罪と罠」ではドラマ初主演を務めた。同年10月1日には、携帯電話サイトBeeTVのドラマ『オシャレに恋したシンデレラ〜おかりえが夢を叶えるまで〜』に主役・松岡りえ役で出演。
同年11月27日、中京競馬場グランドオープンの「広報大使」に篠田麻里子とともに就任することが発表され、2012年（平成24年）3月3日のグランドオープン記念イベントで安藤勝己騎手らと共にテープカットを行った。
同年3月4日、Google+の秋元康の投稿においてぐぐたす選抜が発表され、ぐぐたす選抜入りした。同年3月25日に開催されたAKB48および姉妹グループコンサート『業務連絡。頼むぞ、片山部長! inさいたまスーパーアリーナ』3日目公演において、Grickから所属事務所移籍の打診があったことが発表され、同年6月11日、AKSからGrickへ移籍した。
同年の『AKB48 27thシングル 選抜総選挙』では前年と同じ10位となり、選抜メンバーに選出された。
2013年（平成25年）3月23日、郷ひろみとCM「ジャーマンクレイフェイスソープ」のPRで『GirlsAward 2013 SPRING/SUMMER』に登場した。
同年3月29日、マルチチャンネルドラマ『放送博物館危機一髪』（NHK総合）でNHKドラマ初主演を務めた。
同年4月2日（1日深夜）から、ラジオ番組『ミュ〜コミ+プラス』（ニッポン放送）に月曜日レギュラーアシスタントとして出演を開始した。
同年4月13日、日本ガイシホールで開催された『SKE48春コン2013「変わらないこと。ずっと仲間なこと」』で「組閣」と称したチーム再編により、チームEへの異動とチームEのリーダーになることが発表された。同年4月25日、日本武道館で開催された『AKB48グループ臨時総会〜白黒つけようじゃないか!〜』のSKE48単独公演で、初めて新チームEのメンバーで楽曲を披露した。同年7月17日、新チーム体制に再編（チームEへ異動）。
同年の『AKB48 32ndシングル 選抜総選挙』では7位で、選抜メンバーに選出された。
同年7月23日、8月24日放送のクイズ番組『日立 世界・ふしぎ発見!』（TBS）でミステリーハンターに初挑戦することが発表された。
2014年（平成26年）1月、SKE48とGALAXYによる新ユニットGALAXY of DREAMSが結成され、メンバーに選出された。
同年2月24日、『AKB48グループ大組閣祭り〜時代は変わる。だけど、僕らは前しか向かねえ!〜』のチーム再編において、交換留学の名目で当時乃木坂46のメンバーであった生駒里奈がAKB48チームBと兼任するのに合わせて、乃木坂46と兼任することが発表された。
同年3月16日、『関西コレクション2014 SPRING/SUMMER』でモデルを初挑戦した。
同年4月13日、幕張メッセで開催された乃木坂46の握手会に登場し、「気づいたら片想い」を初披露した。合わせて、同年5月30日からスタートする乃木坂46の舞台第3弾『16人のプリンシパル trois』に参加することも発表し、乃木坂46のメンバーとしての活動を開始した。
同年6月14日、愛知県限定公開の映画『gift』で映画初出演・初主演（遠藤憲一とダブル主演）を務める予定を発表した。同年7月12日からは県外9館でも公開されることが決定した。
同年の『AKB48 37thシングル 選抜総選挙』では5位で、選抜メンバーに選出された。
2015年（平成27年）3月24日、『AKB48 41stシングル 選抜総選挙』に立候補しないことを表明。
同年3月26日、さいたまスーパーアリーナで行われた『AKB48 春の単独コンサート〜ジキソー未だ修行中!〜』において乃木坂46との兼任解除が発表された。同年4月12日には、東京ビッグサイトで開催された乃木坂46の個別握手会において、乃木坂46との兼任解除を記念したセレモニーが行われた。
同年4月4日から読売テレビ系列で放送開始のテレビアニメ『電波教師』で主人公の妹役として声優デビュー&テレビアニメ初準主演を果たす。
同年6月10日深夜（11日未明）に放送された『AKB48のオールナイトニッポン』（ニッポン放送）において、同年8月いっぱいでSKE48を卒業することを発表。同年8月15日、ポートメッセなごやで卒業記念なごや横断ウルトラクイズを開催。同年8月30日、豊田スタジアムにおいて卒業コンサートが開催され、同年8月31日、SKE48劇場において卒業公演が行われた。SKE48を卒業後は女優の道を選んだ。

### SKE48卒業後

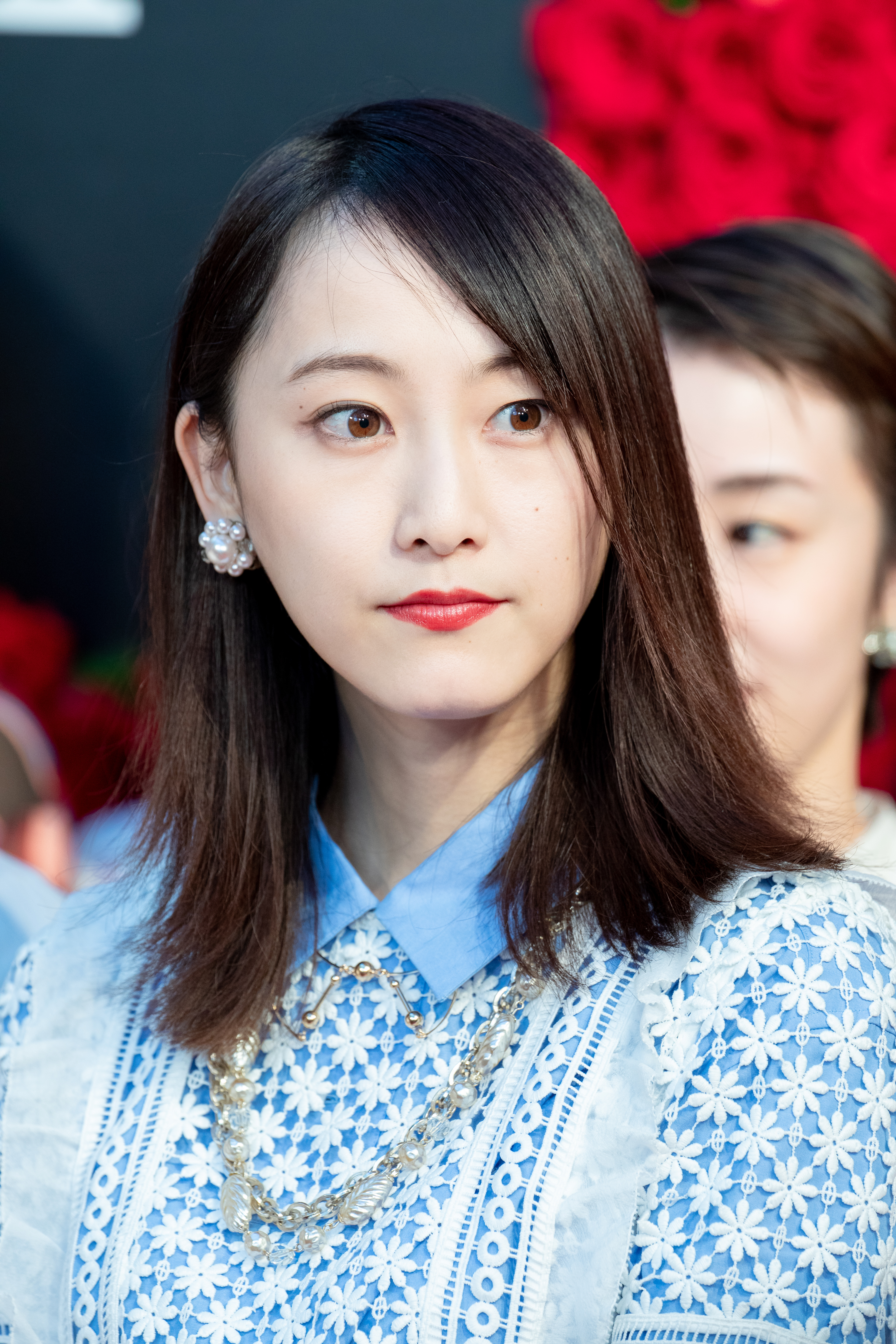
第31回東京国際映画祭（2018年10月）

2015年9月、徳川美術館のイメージキャラクターに起用される。
2016年（平成28年）4月6日、姉妹ユニット「チャラン・ポ・ランタン」とのコラボレーションによる「松井玲奈とチャランポ・ランタン」名義で、SKE48卒業後初のシングル『シャボン』を発売。
同年6月から7月にかけては、『新・幕末純情伝』で主人公・沖田総司役を演じた。2017年（平成29年）1月には、豊橋（3日 - 4日、穂の国とよはし芸術劇場PLATホール新春幕開け公演）と沖縄（7日 - 8日、第1回中城演劇フェスティバル）で特別再演。
同年8月1日には、豊橋市から「豊橋カレーうどん大使」および「豊橋ふるさと大使」を委嘱される。また、2017年3月3日から5日まで開催された「第1回ええじゃないか とよはし映画祭」では、アンバサダーを務めた。
2018年（平成30年）1月放送開始の『海月姫』でフジテレビ「月9」ドラマに初出演。女優業に専念するため、同年3月20日（19日深夜）の放送をもって約5年間にわたりレギュラーアシスタントを務めたラジオのレギュラー番組『ミュ〜コミ+プラス』を卒業。同年8月4日公開の映画『劇場版 仮面ライダービルド Be The One』で「特撮デビュー」。映画では初の悪役でもある。
同年10月放送開始の『まんぷく』でNHK連続テレビ小説に初出演。同年10月17日発売の『小説すばる』（集英社）11月号に自身初の短編小説『拭っても、拭っても』が掲載され、小説家デビューする。
2019年（平成31年 / 令和元年）4月5日、初めての短編集『カモフラージュ』（集英社）を刊行。発売日に即重版が決まる。
同年7月27日、8月31日をもってブログを閉鎖することを発表。
同年12月17日、2020年東京オリンピック聖火リレー・愛知県PRランナーに選ばれた。翌年4月6日、東京オリンピック聖火リレーのランナーとして豊橋市内を走る。
2021年（令和3年）1月12日、YouTubeチャンネルを開設。
同年3月1日、NHK『ラジオ深夜便』の『ラジオ文芸館』で、松井の短編小説『家族写真』が朗読された。
同年8月2日、新型コロナウイルスに感染したことを所属事務所の公式ホームページで発表。コロナ闘病時の辛さについて、「人生の中で一番苦しいくらいの数日間」とYouTubeチャンネルで語った。
同年11月26日公開の映画『幕が下りたら会いましょう』で映画作品単独初主演。
同年11月27日に開館する豊橋市まちなか図書館の「スペシャルライブラリアン」に同日付で就任。
2022年（令和4年）4月5日、「RENA MATSUI Official Fan Club」のサービスを9月20日をもって終了することを発表した。同年6月1日、会員制ファンコミュニティプラットフォーム「Fanicon（ファニコン）」にて、公式ファンコミュニティ『Spica』を開設。
2023年（令和5年）4月1日、GrickからA-PLUSへ移籍。
同年、『どうする家康』でNHK大河ドラマ初出演（徳川家康の側室・お万役）。5月21日放送の第19回から登場。
2024年（令和6年）1月1日に近藤晃央と結婚したことを公表した。

## 人物
愛称は、れな、玲奈ちゃん、玲奈さん、にゃにゃ、れなひょん、ひょんさん。「玲奈」という名の読みは、最初は「れいな」にしようと考えていたが、「れい」が零と読めて縁起が悪いのではないかということから「れな」になった。
性格はマイペースで、人見知り。マメな性格でもあり、アメブロ、SKE48公式ブログ、Google+、Twitterを頻繁に更新する。柏木由紀によれば、体調不良時にAKB48のどのメンバーよりも早くメールが来るほど気遣いがよい。SKE48のメンバーからは「基本的に静か」「女の子らしい」「心が広い」「後輩にもすごくやさしい」「弱音をはかない」と評される。座右の銘は「日々鍛錬」。
幼少時代は左利きだったが、保育園に通うようになって自ら右利きに直した。
靴のサイズは23.5cm。

### 嗜好
好きな食べ物は野菜、炭酸は毎日朝晩必ず飲む。メロンパンが好きで、AKB48グループのメンバーで「メロンパン同盟」を締結したことがある。好きな料理はグリーンカレー。ただし、仕事時間中は食事をとらないようにしている。嫌いな食べ物はワサビ、肉類。
辛いものを好む。辛く感じた時、辛さが強くなると体が反応し、しゃっくりが出る。『週刊AKB』の「AKB激辛部」において、激辛ハバネロチキンを一気に完食した。肉類が苦手であるが、表情を変えずに完食したほどで、その辛さへの圧倒的強さから激辛部エースの称号を手にする。2009年10月2日放送分では、自ら部長となって「SKE激辛部」を率いた。
好きなアーティストはビートルズ、ブリンク 182、BUMP OF CHICKEN、ASIAN KUNG-FU GENERATION、アヴリル・ラヴィーン、AI、THE BAWDIES、MAN WITH A MISSIONなどを挙げている。また、Sound Horizonの大ファンでコンサートに行ったこともある。
好きな作家はアントワーヌ・ド・サン＝テグジュペリ、谷川俊太郎。
好きな俳優は生瀬勝久、藤原竜也。シンガーソングライターの家入レオ、女優の二階堂ふみ、女優・モデルの内田理央と交友がある。
尊敬する人物の第1位に、平成仮面ライダーシリーズなどのスーツアクターで知られる高岩成二を挙げている。
爬虫類が好き。
東京ディズニーランドが好きで、好きなキャラクターは「チップとデール」、東京ディズニーシー・シンドバッド・ストーリーブック・ヴォヤッジのチャンドゥ。好きなアトラクションはスター・ツアーズであり、1日に10回乗ってキャストに顔を覚えられたことがある。また、乃木坂46を兼任する前に堀未央奈と一緒に東京ディズニーランドへ行ったこともある。
ゲーマーで『ラブプラス』などの恋愛シミュレーションゲームを好む。

### 趣味
趣味はアニメ、マンガ、鉄道。
スニーカー収集家で50足以上所持しており、「メンズスニーカーのデザインが好み」である。

### 特技・資格
特技はプログラミング。また、小学生時代に吹奏楽部に所属していたことから、トロンボーン、トランペットなどを演奏できる。
中学生時代は剣道部。剣道3級で、市内の剣道大会で3位に入賞した経験をもつ。ただし、運動は苦手で『めちゃ2イケてるッ!』の体育祭で最下位になるほどである。高校生時代は演劇部に所属した。
保有資格は全商情報処理検定。その他、習字、珠算、電卓、商業英語、簿記などの資格がある。高校生時代、商業科に在籍し、商業英語の資格を持っている。

### SKE48
SKE48在籍中のシングル18作品すべてにおいて選抜メンバーになっている。
キャッチフレーズは「12時まで魔法は解けない、ガラスの靴は脱ぎません」である。
SKE48の1期生。同じ苗字であった松井珠理奈とのコンビでも知られ「W松井」と呼ばれていた。それ以外の呼び名では「Jurina」「Rena」の2人の頭文字を取って「JR（コンビ）」や「じゅりれな」とも呼ばれていた。
「SKE48二次元同好会」の会員番号3番である。2011年3月3日に副会長に任命された。
SDN48・戸島花の大ファン。AKB48で尊敬するメンバーは大島優子。NMB48で推したいメンバーは小柳有沙。
よく使う顔文字は「(・ω・)」であり、ブログ記事のタイトルでこの顔文字の中に言葉を入れて使用していた。正しい使用法は、左右対称になるように文字を入力し奇数の場合は「!」などで字数調節をする。
SKE48で最も好きな楽曲は「手紙のこと」、AKB48で最も好きな楽曲は「竹内先輩」。
Google+におけるAKB48グループの部活動で演劇部に所属していた。
高柳明音は親友であり、SKE48卒業後も交流がある。

### 乃木坂46
乃木坂46のan・an美脚選抜。
乃木坂46で好きな振付は「制服のマネキン」。好きな曲は「制服のマネキン」、「君の名は希望」。
乃木坂46では秋元真夏、生田絵梨花、生駒里奈、堀未央奈と仲が良く、生駒とは共にアニメ好きかつオタクトークをする間柄で、堀とは松井が「ほっとした」というほど心許せる相手である。川後陽菜とはメールでアイドルトークをする仲。川後によれば、松井とはお互いのアイドルの趣味が合うとのことで、蒼波純を例に挙げている。
2015年8月30日に豊田スタジアムで行われた卒業コンサートに、神宮球場でコンサートを同日開催していた乃木坂46から松井が乃木坂46で最初に着た衣装が届けられた。

## 作品

### シングル
SKE48
- 強き者よ（2009年8月5日、LACM-4638） - EAN 4540774406388。
- 青空片想い（2010年3月24日、CRCP-10244） - EAN 4988007238533。
- ごめんね、SUMMER（2010年7月7日、CRCP-10255） - EAN 4988007241489。
- 1!2!3!4! ヨロシク!（2010年11月17日、CRCP-10258/9） - EAN 4988007242752。
- TWO ROSES（2010年11月17日、CRCP-10258/9） - EAN 4988007242752。
- 青春は恥ずかしい（2010年11月17日、CRCP-10259） - EAN 4988007242769。
- そばにいさせて（2010年11月17日、SKE-10003） - EAN 4988007242776。
- バンザイVenus（2011年3月9日、CRCP-10261/2） - EAN 4988007243674。
- 誰かのせいにはしない（2011年3月9日、CRCP-10262） - EAN 4988007243674。
- パレオはエメラルド（2011年7月27日、AVCD-48127/30） - EAN 4988064481279。
- 積み木の時間（2011年7月27日、AVCD-48127/30） - EAN 4988064481279。
- パパは嫌い（2011年7月27日、AVCD-48128） - EAN 4988064481286。
- 花火は終わらない（2011年7月27日、AVCD-48129） - EAN 4988064481293。
- オキドキ（2011年11月9日、AVCD-48227/30） - EAN 4988064482276。
- 初恋の踏切（2011年11月9日、AVCD-48227/30） - EAN 4988064482276。
- 微笑のポジティブシンキング（2011年11月9日、AVCD-48228） - EAN 4988064482283。
- 歌おうよ、僕たちの校歌（2011年11月9日、AVCD-48229） - EAN 4988064482290。
- 片想いFinally（2012年1月25日、AVCD-48342/5） - EAN 4988064483426。
- 今日までのこと、これからのこと（2012年1月25日、AVCD-48342/5） - EAN 4988064483426。
- 声がかすれるくらい（2012年1月25日、AVCD-48343） - EAN 4988064483433。
- 寡黙な月（2012年1月25日、AVCD-48344） - EAN 4988064483440。
- アイシテラブル!（2012年5月16日、AVCD-48416/9） - EAN 4988064483440。
- なんて銀河は明るいのだろう（2012年5月16日、AVCD-48418） - EAN 4988064484188。
- キスだって左利き（2012年9月19日、AVCD-48569/75） - EAN 4988064485697。
- 神々の領域（2012年9月19日、AVCD-48569/75） - EAN 4988064485697。
- チョコの奴隷（2013年1月30日、AVCD-48652/8） - EAN 4988064486526。
- バイクとサイドカー（2013年1月30日、AVCD-48653） - EAN 4988064486533。
- 美しい稲妻（2013年7月17日、AVCD-48757/63） - EAN 4988064487578。
- 青春の水しぶき（2013年7月17日、AVCD-48758） - EAN 4988064487585。
- シャララなカレンダー（2013年7月17日、AVCD-48759） - EAN 4988064487592
- 賛成カワイイ!（2013年11月20日、AVCD-48845/53） - EAN 4988064488452。
- 道は なぜ続くのか?（2013年11月20日、AVCD-48845/53） - EAN 4988064488452。
- ずっとずっと先の今日（2013年11月20日、AVCD-48845/53） - EAN 4988064488452。
- 未来とは?（2014年3月19日、AVCD-48910/8） - EAN 4988064489107。
- GALAXY of DREAMS（2014年3月19日、AVCD-48910） - EAN 4988064489107。
- 待ち合わせたい（2014年3月19日、AVCD-48913） - EAN 4988064489138。
- 不器用太陽（2014年7月30日、AVCD-83006/14） - EAN 4988064489138。
- Coming soon（2014年7月30日、AVCD-83006/14） - EAN 4988064489138。
- 友達のままで（2014年7月30日、AVCD-83006/14） - EAN 4988064489138。
- バナナ革命（2014年7月30日、AVCD-83008） - EAN 4988064830121。
- 12月のカンガルー（2014年12月10日、AVCD-83092/100） - EAN 4988064830923。
- I love AICHI（2014年12月10日、AVCD-83092/100） - EAN 4988064830923。
- 青春カレーライス（2014年12月10日、AVCD-83094） - EAN 4988064830947。
- コケティッシュ渋滞中（2015年3月31日、AVCD-83169/77） - EAN 4988064831692。
- 僕は知っている（2015年3月31日、AVCD-83169/77） - EAN 4988064831692。
- 音を消したテレビ（2015年3月31日、AVCD-83171） - EAN 4988064831715。
- 前のめり（2015年8月12日、AVCD-83371/9） - EAN 4988064833719。
- 長い夢のラビリンス（2015年8月12日、AVCD-83373） - EAN 4988064833733。
- 2588日（2015年8月12日、AVCD-83374） - EAN 4988064833740。

AKB48
- 10年桜（2009年3月4日、KIZM-25/6） - EAN 4988003366537。
- 涙サプライズ!（2009年6月24日、 KIZM-33/4） - EAN 4988003371166。
- 飛べないアゲハチョウ（2009年8月26日、KIZM-37/8） - EAN 4988003375010。
- 君のことが好きだから（2009年10月21日、KIZM-43/4） - EAN 4988003377038。
- マジスカロックンロール（2010年2月17日、KIZM-45/8） - EAN 4988003382421。
- 盗まれた唇（2010年5月26日、KIZM-53/6） - EAN 4988003387600。
- マジジョテッペンブルース（2010年5月26日、KIZM-55/6） - EAN 4988003387600。
- ヘビーローテーション（2010年8月18日、KIZM-57/60） - EAN 4988003388379。
- 野菜シスターズ（2010年8月18日、KIZM-57/8） - EAN 4988003388379。
- Beginner（2010年10月27日、KIZM-90063/6） - EAN 4988003394899。
- 桜の木になろう（2011年2月16日、KIZM-90081/4） - EAN 4988003399160。
- Everyday、カチューシャ（2011年5月25日、KIZM-90093/6） - EAN 4988003405663。
- ヤンキーソウル（2011年5月25日、KIZM-90093/4） - EAN 4988003405663。
- フライングゲット（2011年8月24日、KIZM-90111/4） - EAN 4988003407971。
- 青春と気づかないまま（2011年8月24日、KIZM-90111/2） - EAN 4988003407971。
- 野菜占い（2011年8月24日、NMAX-1117） - EAN 4988003411237。
- 風は吹いている（2011年10月26日、KIZM-90131/4） - EAN 4988003412975。
- ノエルの夜（2011年12月7日、KIZM-135/40） - EAN 4988003413729。
- GIVE ME FIVE!（2012年2月15日、KIZM-90143/6） - EAN 4988003417369。
- 羊飼いの旅（2012年2月15日、KIZM-90145/6） - EAN 4988003417390。
- 真夏のSounds good !（2012年5月23日、KIZM-90151/4） - EAN 4988003422516。
- ぐぐたすの空（2012年5月23日、KIZM-90153/4） - EAN 4988003422523。
- ギンガムチェック（2012年8月29日、KIZM-90167/70） - EAN 4988003426798。
- UZA（2012年10月31日、KIZM-90173/8） - EAN 4988003428655。
- 強がり時計（2012年12月5日、KIZM-185/6） - EAN 4988003429720。
- So long !（2013年2月20日、KIZM-90195/200） - EAN 4988003432171。
- さよならクロール（2013年5月22日、KIZM-90213/8） - EAN 4988003437817。
- 恋するフォーチュンクッキー（2013年8月21日、KIZM-90225/30） - EAN 4988003441609。
- ハート・エレキ（2013年10月30日、KIZM-90235/44） - EAN 4988003443757。
- Mosh & Dive（2013年12月11日、KIZM-253/60） - EAN 4988003445188。
- Escape（2013年12月11日、KIZM-255/6） - EAN 4988003445188。
- 前しか向かねえ（2014年2月26日、KIZM-90271/6） - EAN 4988003450113。
- ラブラドール・レトリバー（2014年5月21日、KIZM-90283/90） - EAN 4988003453077。
- 心のプラカード（2014年8月27日、KIZM-90297/304） - EAN 4988003454463。
- 希望的リフレイン（2014年11月26日、KIZM-90311/8） - EAN 4988003460822。
- Green Flash（2015年3月4日、KIZM-90323/30） - EAN 4988003466022。
- 世界が泣いてるなら（2015年3月4日、KIZM-90325/6） - EAN 4988003466008。
- 僕たちは戦わない（2015年5月20日、KIZM-90337/44） - EAN 4988003467920。

びっくりぱちんこ 銭形平次 with チームZ
- 恋のお縄（2011年4月27日、GES-14495-6） - EAN 5011975077329。
- 私の彼氏は銭形平次（2011年4月27日、GES-14495-6） - EAN 5011975077329。
- 会いたかった 〜お江戸 Ver.〜（2011年4月27日、GES-14495-6） - EAN 5011975077329。
- 銭形平次 〜TEAM-Z Ver.〜（2011年4月27日、GES-14495-6） - EAN 5011975077329。

スケバンGirls
- 突っ張る理由（2011年11月23日、SG-201110） - EAN 1122132011101。
- 友よ夜明けに待ち合わせよう（2011年11月23日、SG-201110） - EAN 1122132011101。

AKB48チームサプライズ
- 重力シンパシー（2012年9月12日、AKBS-10001/2）
- 水曜日のアリス（2012年9月12日、AKBS-10003/4）
- 素敵な三角関係（2012年11月7日、AKBS-10019/20）
- 旅立ちのとき（2012年11月14日、AKBS-10021/2）
- AKBフェスティバル（2012年11月21日、AKBS-10023/4）
- キミが思ってるより…（2013年7月16日、AKB-D2172/3）
- ハートのベクトル（2013年8月17日、AKB-D2182/3）
- 未来が目にしみる（2014年9月6日、AKBS-20101/2)
- Hell or Heaven（2014年10月11日、AKBS-20113/14）
- 失恋同盟（2014年11月8日、AKBS-20121/22）
- バラの儀式（2014年11月15日、AKBS-20123/24）
- 美しい狩り（2015年11月2日、AKBS-20125/6）
- 哲学の森（2015年11月21日、AKBS-20127/8）
- ほっぺ、ツネル（2015年11月28日、AKBS-20131/2）

乃木坂46
- 気づいたら片想い 〜with 松井玲奈 ver.〜（2014年4月14日）[166]
- 夏のFree&Easy（2014年7月9日、SRCL-8563/9） - EAN 4988009094212。
- 何もできずにそばにいる（2014年7月9日、SRCL-8563/9） - EAN 4988009094212。
- その先の出口（2014年7月9日、SRCL-8563/4） - EAN 4988009094212。
- 何度目の青空か?（2014年10月8日、SRCL-8621/7） - EAN 4988009097251。
- 転がった鐘を鳴らせ!（2014年10月8日、SRCL-8621/2） - EAN 4988009097251。
- 命は美しい（2015年3月18日、SRCL-8780/6） - EAN 4988009104461。

松井玲奈とチャラン・ポ・ランタン
- シャボン（2016年4月6日、AVCD-83527/9） - EAN 4988064835270。

### アルバム
AKB48
- ここにいたこと（2011年6月8日、KIZC-90117/8） - EAN 4988003403270。
- 1830m（2012年8月15日、KIZC-163/5） - EAN 4907770079068。
- 次の足跡（2014年1月22日、KIZC-90240/2） - EAN 4988003447809。
- ここがロドスだ、ここで跳べ!（2015年1月21日、KIZC-90265/7） - EAN 4988003463205。
- 0と1の間（2015年11月18日、KIZC-9034/6） - EAN 4988003478285。

SKE48
- この日のチャイムを忘れない（2012年9月19日、AVCD-38568/9） - EAN 4988064385683。
- 革命の丘（2017年2月22日、AVCD-93611/3） - EAN 4988064936113。

スギテツ（杉ちゃん&鉄平）
- 走れ! 夢の超特急楽団〜Super Express 50th Anniversary Album〜（2014年10月1日、KICC-1148） - EAN 4988003456757。

乃木坂46
- 透明な色（2015年1月7日、SRCL-8662/7） - EAN 4988009099934。
- それぞれの椅子（2016年5月25日、SRCL-9078/86） - EAN 4988009128610。
- Time flies（2021年12月15日、SRCL-12020/30） - EAN 4547366534184。

### 未音源化曲
ぱちスロAKB48 勝利の女神
- 君のニュース（2017年）
- ヘビーローテーション（2017年）
- AKBフェスティバル（2017年）

ぱちんこAKB48-3 誇りの丘
- 誇りの丘（2018年）
- 左の腕で連れ去って…（2018年）
- やさしさに甘えられない（2018年）

### 映像作品
- NATSUMATSURI HIBIYAYAON Live DVD [ライブDVDは出るだろうけど、やっぱり生に限るぜ!AKB48夏祭り]（2008年11月20日） - EAN 4580303211083。
- AKB48 2008.11.23 NHK HALL 『まさか、このコンサートの音源は流出しないよね?』（2008年12月27日） - EAN 4580303211090。
- 年忘れ感謝祭 シャッフルするぜ、AKB! SKEもよろしくね（2009年2月28日） - EAN 4580303211106。
- AKB48 リクエストアワー セットリストベスト100 2009（2009年4月23日） - EAN 4580303211120。
- 「神公演予定」*諸般の事情により、神公演にならない場合もありますので、ご了承ください。（2009年8月8日） - EAN 4580303211137。
- 初めての課外授業 〜2009.5.24 名古屋ボトムライン（2009年12月23日） - EAN 4907953091702。
- 天下をとるぜ!! 〜2009.7.30＠名古屋ダイヤモンドホール〜（2010年1月27日） - EAN 4907953091740。
- AKB48 リクエストアワー セットリストベスト100 2010（2010年3月20日） - EAN 4580303211212。
- SKE48学園 DVD-BOX I（2010年4月8日） - EAN 4582357720016。
- 名古屋一揆 〜2009.12.25@Zepp Nagoya〜（2010年4月28日） - EAN 4907953091849。
- マジすか学園（2010年5月28日） - EAN 4988104060853。
- 「SKE48伝説、始まる」 〜2010.04.29＠Zepp Nagoya〜（2010年6月13日） - EAN 4907953092006。
- AKB48 満席祭り希望 賛否両論（2010年6月23日） - EAN 4580303211250。
- SKE48学園 DVD-BOX II（2010年7月29日） - EAN 4582357720023。
- でらSKE〜夜明け前の国盗り48番勝負 VOL.1（2010年8月25日） - EAN 4988021154703。
- ネ申テレビ番外編 〜SKE48学院 修学旅行〜（2010年9月1日） - EAN 4933364656353。
- SKE48 リクエストアワー セットリストベスト30 2010〜神曲はどれだ?〜（2010年9月22日） - EAN 4907953092136。
- AKB48 コンサート「サプライズはありません」（2010年10月2日） - EAN 4580303211328。
- SKE48学園 DVD-BOX III（2010年10月29日） - EAN 4582357720030。
- でらSKE〜夜明け前の国盗り48番勝負 VOL.2（2010年11月27日） - EAN 4988021154710。
- SKE48 汗の量はハンパじゃない（2010年12月22日） - EAN 4907953092204。
- KYORAKU PRESENTS AKB48 SKE48 LIVE IN ASIA（2011年2月6日） - EAN 4580303211465。
- でらSKE〜夜明け前の国盗り48番勝負 VOL.3（2011年2月23日） - EAN 4988021154727。
- SKE48「1!2!3!4!ヨロシク!勝負は、これからだ!」〜2010.11.27@愛知県芸術劇場大ホール〜（2011年2月23日） - EAN 4907953092358。
- SKE48学園 DVD-BOX IV（2011年2月25日） - EAN 4582357720047。
- AKB48 リクエストアワー セットリストベスト100 2011（2011年3月19日） - EAN 4580303211496。
- モウソウ刑事! 第1巻（2011年4月19日） - EAN 4571369476813。
- でらSKE〜夜明け前の国盗り48番勝負 VOL.4（2011年5月25日） - EAN 4988021154734。
- モウソウ刑事! 第2巻（2011年5月26日） - EAN 4571369477070。
- SKE48に、今、できること 〜2011.05.02 @ AKASAKA BLITZ〜（2011年7月6日） - EAN 4907953092617。
- SKE48学園 DVD-BOX Ⅴ（2011年8月10日） - EAN 4582357720580。
- マジすか学園2（2011年8月19日） - EAN 4988104067654。
- 「見逃した君たちへ」〜AKB48グループ全公演（2011年10月15日） - EAN 4580303211595。
- 新あなたの知らない世界（2011年11月23日） - EAN 4988021136181。
- AKB48 よっしゃぁ〜行くぞぉ〜! in 西武ドーム（2011年11月28日） - EAN 4580303210505。
- イッテ♡恋48 VOL.3（2012年2月3日） - EAN 4988003808365。
- SKE48のマジカル・ラジオ（2012年2月9日） - EAN 4988021149624。
- AKB48 紅白対抗歌合戦（2012年3月28日） - EAN 4580303210550。
- DOCUMENTARY of AKB48 Show must go on 少女たちは傷つきながら、夢を見る（2012年4月20日） - EAN 4988104070883。
- SKE48 真夏の上方修正（2012年4月26日） - EAN 4580303213162。
- きんぎょばち（2012年7月25日） - EAN 4988064916238。
- AKB48 リクエストアワー セットリストベスト100 2012（2012年6月13日） - EAN 4580303210611。
- SKE48 リクエストアワーセットリストベスト50 2011〜ファンそれぞれの神曲たち〜（2012年6月23日） - EAN 4580303213186。
- 前田敦子 涙の卒業宣言! in さいたまスーパーアリーナ 〜業務連絡。頼むぞ、片山部長!〜（2012年9月5日） - EAN 4580303210666。
- SKE48のマジカル・ラジオ2（2012年9月7日） - EAN 4988021149792。
- SKE48 春コン2012 SKE専用劇場は秋までにできるのか?（2012年10月13日） - EAN 4580303213247。
- AKB48 in TOKYO DOME 〜1830mの夢〜（2012年11月28日） - EAN 4580303210710。
- AKBと××! STAGE2-3（2013年1月19日） - EAN 4580303210130。
- SKE48 リクエストアワーセットリストベスト50 2012〜神曲かもしれない〜（2013年3月9日） - EAN 4580303213292。
- 第2回 AKB48紅白対抗歌合戦（2013年3月27日） - EAN 4580303210857。
- AKB48 リクエストアワーセットリストベスト100 2013（2013年4月24日） - EAN 4580303210901。
- DOCUMENTARY of AKB48 NO FLOWER WITHOUT RAIN 少女たちは涙の後に何を見る?（2013年4月26日） - EAN 4988104076816。
- AKBと××! STAGE2-5（2013年6月1日） - EAN 4580303210154。
- SKE48の世界征服女子 season1（2013年6月17日） - EAN 4988021158046。
- SKE48春コン2013「変わらないこと。ずっと仲間なこと」（2013年7月27日） - EAN 4580303213339。
- SKE48のマジカル・ラジオ3（2013年8月2日） - EAN 4988021109291。
- HaKaTa百貨店 2号館（2013年9月18日） - EAN 4988021109178。
- AKB48グループ臨時総会 〜白黒つけようじゃないか!〜（2013年9月25日） - EAN 4580303211724, EAN 4580303212745, EAN 4580303212752。
- AKB48スーパーフェスティバル 〜日産スタジアム、小(ち)っちぇっ! 小(ち)っちゃくないし!!〜（2013年10月9日）  - EAN 4580303211809。
- AKB48 2013真夏のドームツアー 〜まだまだ、やらなきゃいけないことがある〜（2013年12月13日）  - EAN 4580303211847。
- 放送博物館危機一髪（2013年12月18日） - EAN 4988013528567。
- SKE48の世界征服女子 season2（2014年1月10日） - EAN 4988021158268。
- SKE48 リクエストアワーセットリストベスト50 2013〜あなたの好きな曲を神曲と呼ぶ。だから、リクエストアワーは神曲祭り〜（2014年1月30日） - EAN 4580303213377。
- AKB48 海外旅行日記〜ハワイはハワイ〜 松井玲奈（2014年3月29日） - EAN 4580303213070。
- 第3回 AKB48紅白対抗歌合戦（2014年4月9日） - EAN 4580303211885。
- AKB48 リクエストアワーセットリストベスト200 2014（2014年6月4日） - EAN 4580303211915。
- AKBと××! STAGE3-6（2014年6月14日） - EAN 4580303210222。
- 名古屋行き最終列車 ディレクターズカット版DVD（2014年6月14日）[168]
- 名古屋行き最終列車 season 2 ディレクターズカット版DVD（2014年6月14日）[169]
- 松井玲奈×竹前光昭（2014年7月9日） - EAN 4988009094236。
- AKB48グループ 大組閣祭り 〜時代は変わる。だけど、僕らは前しか向かねえ!〜（2014年7月23日） - EAN 4580303213148。
- SKE党決起集会。「箱で推せ! 」 （2014年8月6日） - EAN 4580303211939。
- SKE48のエビフライデーナイト（2014年8月8日） - EAN 4988021109901。
- AKB48グループ 春コン in さいたまスーパーアリーナ 〜思い出は全部ここに捨てていけ!〜（2014年9月4日） - EAN 4580303212394。
- AKB48 リクエストアワーセットリストベスト200 2014(100〜1ver.)（2014年9月17日） - EAN 4580303212356。
- 松井玲奈（2014年10月8日） - EAN 4988009097251。
- gift（2014年10月22日） - EAN 4582459280029。
- 大島優子卒業コンサート in 味の素スタジアム 〜6月8日の降水確率56%(5月16日現在)、てるてる坊主は本当に効果があるのか?〜（2014年10月29日） - EAN 4580303212448。
- DOCUMENTARY of AKB48 The time has come 少女たちは、今、その背中に何を想う?（2014年11月7日） - EAN 4988104088932。
- AKB48グループ東京ドームコンサート 〜するなよ?するなよ? 絶対卒業発表するなよ?〜（2014年12月10日） - EAN 4580303212493。
- SKE48 リクエストアワーセットリストベスト242 2014〜1位は? 最下位は? 曲推し集合!〜（2015年2月18日） - EAN 4580303213544。
- SKE48 エビショー!（2015年3月13日） - EAN 4988021299145。
- 堀未央奈&松井玲奈（2015年3月18日） - EAN 4988009104591。
- 第4回 AKB48紅白対抗歌合戦（2015年4月24日） - EAN 4580303213643。
- NOGIBINGO!3（2015年4月24日） - EAN 4988021729635。
- AKB48 リクエストアワーセットリストベスト1035 2015（2015年4月30日） - EAN 4580303213667。
- 名古屋行き最終列車 season 3 ディレクターズカット版DVD（2015年6月24日）[170]
- AKBと××! STAGE4-3（2015年6月26日） - EAN 3109790208348。
- AKB48ヤングメンバー全国ツアー／春の単独コンサート in さいたまスーパーアリーナ AKB48ヤングメンバー全国ツアー〜未来は今から作られる〜／AKB48春の単独コンサート〜ジキソー未だ修行中!〜（2015年7月29日） - EAN 4580303213803。
- 電波教師 1（2015年8月26日） - EAN 4534530086105。
- AKB48 41stシングル選抜総選挙〜順位予想不可能、大荒れの一夜〜&後夜祭〜あとのまつり〜（2015年9月9日） - EAN 4580303213841。
- アイドルの涙 DOCUMENTARY of SKE48（2015年9月9日） - EAN 4988104096616。
- SKE48 エビカルチョ!（2015年9月25日） - EAN 4988021299312。
- 電波教師 2（2015年9月30日） - EAN 4534530086822。
- NOGIBINGO!4（2015年10月16日） - EAN 4988021729734。
- 電波教師 3（2015年10月28日） - EAN 4534530086846。
- 悲しみの忘れ方 Documentary of 乃木坂46（2015年11月18日） - EAN 4988104099327。
- 電波教師 4（2015年11月25日） - EAN 4534530086860。
- 松井玲奈・SKE48卒業コンサート in 豊田スタジアム 〜2588DAYS〜（2015年11月25日） - EAN 4580303213940。
- 電波教師 5（2015年12月23日） - EAN 4534530086884。
- マジすか学園 〜京都・血風修学旅行〜（2015年12月30日） - EAN 4580303213964。
- 電波教師 6（2016年1月27日） - EAN 4534530086907。
- 電波教師 7（2016年2月28日） - EAN 4534530086921。
- 電波教師 8（2016年3月23日） - EAN 4534530086945。
- 刑事バレリーノ（2016年4月6日） - EAN 4988021144858。
- 名古屋行き最終列車 season 4 ディレクターズカット版DVD（2016年6月10日）[171]
- 神奈川県厚木市 ランドリー茅ヶ崎（2016年6月15日） - EAN 4988013566385。
- 乃木坂46 3rd YEAR BIRTHDAY LIVE 2015.2.22 SEIBU DOME（2016年7月6日） - EAN 4988009129518。
- ニーチェ先生（2016年7月22日） - EAN 4988111249807。
- フラジャイル（2016年7月22日） - EAN 4562474173155。
- 存在する理由 DOCUMENTARY of AKB48（2016年12月14日） - EAN 4988104104342。
- 名古屋行き最終列車 season 5 ディレクターズカット版DVD（2017年6月23日）[172]
- めがみさま（2017年11月1日） - EAN 4582459280197。
- 笑う招き猫 ドラマ版（2017年11月8日） - EAN 4988003848507。
- 笑う招き猫 映画版（2017年11月8日） - EAN 4988003848514。
- 100万円の女たち（2018年1月10日） - EAN 4562475275810。
- はらはらなのか。（2018年2月7日） - EAN 4988003848422。
- オトナ高校（2018年3月14日） - EAN 4562474191838。
- 名古屋行き最終列車2018（2018年8月8日） - EAN 4560332371644。
- 海月姫（2018年9月5日） - EAN 4562474194853。
- 劇場版 仮面ライダービルド Be The One（2019年1月9日） - EAN 4988101202669。
- 連続テレビ小説 まんぷく 完全版 DVD BOX1（2019年2月22日） - EAN 4988066228346。
- ブラックスキャンダル（2019年4月3日） - EAN 4988021157407。
- 連続テレビ小説 まんぷく 完全版 DVD BOX2（2019年4月26日） - EAN 4988066228353。
- 輪違屋糸里（2019年6月12日） - EAN 4988101204380。
- 連続テレビ小説 まんぷく 完全版 DVD BOX3（2019年6月21日） - EAN 4988066228360。
- 必殺仕事人2019（2019年7月17日） - EAN 4988013859715。
- 名古屋行き最終列車2019（2019年7月26日） - EAN 4560332371668。
- 女の機嫌の直し方（2019年11月20日） - EAN 4988021148795。
- 都立水商! 〜令和〜（2019年11月27日） - EAN 4562474206792。
- 今日も嫌がらせ弁当（2019年12月18日） - EAN 4988013037328。
- わたし旦那をシェアしてた（2020年1月22日） - EAN 4988021158671。
- シャーロック アントールドストーリーズ（2020年5月8日） - EAN 4988632152532。
- 連続テレビ小説 エール 完全版 DVD BOX1（2020年10月23日） - EAN 4988066233678。
- 浦安鉄筋家族（2021年1月20日） - EAN 4988104127556。
- 連続テレビ小説 エール 完全版 DVD BOX2（2021年1月22日） - EAN 4988066233685。
- 連続テレビ小説 エール 完全版 DVD BOX3（2021年3月26日） - EAN 4988066233692。
- 魔女見習いをさがして（2021年4月2日） - EAN 4907953219212, EAN 4907953219205。
- SKE48 松井珠理奈 / 高柳明音卒業コンサート in 日本ガイシホール スペシャルBlu-ray / DVD BOX（2021年7月28日） - EAN 4988064274079, EAN 4988064274017。
- 半径1メートルの君〜上を向いて歩こう〜（2021年9月1日） - EAN 4571487589884。
- ゾッキ（2021年9月25日） - EAN 4589921413954。
- 裏ゾッキ（2021年9月25日） - EAN 4570043171327。
- プロミス・シンデレラ（2021年12月24日） - EAN 4571519902889, EAN 4571519902896。
- ∞ゾッキ 蒲郡編（2022年8月25日） - EAN 4570043172744。
- ∞ゾッキ 豊橋編（2022年9月25日） - EAN 4570043172942。
- 少年のアビス（2023年2月3日） - EAN 4907953262126, EAN 4907953262119。
- 生きててごめんなさい（2023年9月25日） - EAN 4570043174380。
- よだかの片想い Blu-ray（2023年9月29日）[173]
- どうする家康 完全版 第弐集（2023年11月24日） - EAN 4988066243707, EAN 4988066243745。
- どうする家康 完全版 第参集（2024年1月26日） - EAN 4988066243714, EAN 4988066243752。
- ゴールド・ボーイ（2024年12月4日） - EAN 4907953255647, EAN 4907953255654。
- 連続テレビ小説 おむすび 完全版 2（2025年5月23日） - EAN 4988066247927, EAN 4988066247958。
- 連続テレビ小説 おむすび 完全版 3（2025年7月25日） - EAN 4988066247934, EAN 4988066247965。

### 脚本
- あのさ、生まれ変わったら（2017年） - チャラン・ポ・ランタンもものひとり芝居。チャラン・ポ・ランタン小春、酒井麻衣、渡辺大知（黒猫チェルシー）との共作。東京・中野劇場MOMOで2017年3月14日 - 16日、18日 - 20日に上演[174]。

### 小説
単行本
- カモフラージュ（2019年4月5日、集英社） - 短編集。既発表作品のほか書き下ろし3作「ハンドメイド」「いとうちゃん」「完熟」を収録[175][78]。同年8月28日、東海3県の書店員らが投票する「第3回日本ど真ん中書店大賞」の小説部門大賞に選ばれた[176]。
- 累々（2021年1月26日、集英社） - 恋愛小説集[177]。
- カット・イン/カット・アウト（2025年3月26日、集英社）[178]

雑誌掲載
- 拭っても、拭っても（2018年10月17日、集英社） - 『小説すばる』2018年11月号収録短編、小説デビュー作[179]。
- ジャム（2019年1月17日、集英社） - 『小説すばる』2019年2月号短編[175]。
- リアルタイム・インテンション（2019年3月15日、集英社） - 『小説すばる』2019年4月号収録短編[175]。
- 家族写真（2020年6月18日、朝日新聞出版） - 『小説トリッパー』2020年夏季号収録短編[180][注釈 6]。
- カット・イン/カット・アウト（2023年12月15日 - 、集英社） - 『小説すばる』2024年1月号より連載[126][181]。

## 出演

### テレビドラマ
- マジすか学園シリーズ（テレビ東京）
  - マジすか学園 第1話・第7話 - 第8話・第11話 - 最終話（2010年1月9日・2月20日 - 27日・3月20日 - 27日）ゲキカラ 役[18]
  - マジすか学園2（2011年4月16日 - 7月2日）ゲキカラ（甘口） 役[182]
- おかげ様で!（2010年9月18日、中部日本放送）加藤佳織 役[19]
- 中学生日記（2010年11月6日、NHK名古屋制作・NHK教育）森川玲奈 役[183]
- モウソウ刑事!（2011年1月12日、東海テレビ）松井玲奈 役[184]
- 新あなたの知らない世界「罪と罰」（2011年8月25日、日本テレビ）主演・理恵 役[28]
- 名古屋行き最終列車（名古屋テレビ）主演・吉川一美 役
  - 名古屋行き最終列車 第1弾 1番ホーム「〜23時40分 名鉄岐阜発〜」（2012年12月18日）[19]
  - 名古屋行き最終列車 第2弾 第1夜 (2014年1月28日）[185]
  - 名古屋行き最終列車 第3弾 第5夜 (2015年2月7日）[186]
  - 名古屋行き最終列車 第4弾 第1夜（2016年2月2日）[187]
  - 名古屋行き最終列車2017（2017年2月7日 - 10日）[188][189]
  - 名古屋行き最終列車2018（2018年1月16日 - 3月20日）[190]
  - 名古屋行き最終列車2019（2019年1月15日 - 3月26日）[191]
- 放送博物館危機一髪（2013年3月29日、NHK総合）主演・佐蔵のぞみ 役[39]
- 刑事バレリーノ（2016年1月9日、日本テレビ）古森杏子 役[192]
- ニーチェ先生（2016年1月21日 - 3月23日、読売テレビ / 1月24日 - 3月27日、日本テレビ）塩山楓 役[193]
- フラジャイル 第3話 - 最終話（2016年1月27日 - 3月16日、フジテレビ）火箱直美 役[194]
- 初恋芸人（2016年3月1日 - 4月19日、NHK BSプレミアム）市川理沙 役[195]
- 神奈川県厚木市 ランドリー茅ヶ崎（2016年3月14日 - 4月4日、毎日放送 / 3月16日 - 4月6日、TBS）主演・南雲凪 役[196]
- 雲霧仁左衛門3 第3回（2017年1月20日、NHK BSプレミアム）おさき 役[197]
- 小河ドラマ 織田信長（2017年3月25日、時代劇専門チャンネル）ドラマディレクター太田 役[198]
- 笑う招き猫（2017年3月20日 - 4月17日、毎日放送 / 3月22日 - 4月12日、TBS）主演・アカコ 役（清水富美加とのダブル主演）[199]
- 木ドラ25 100万円の女たち（2017年4月14日 - 6月30日、テレビ東京）塚本ひとみ 役[200]
- 藤沢周平 新ドラマシリーズ 第二弾 橋ものがたり 小さな橋で（2017年9月18日、BSスカパー!）おとみ 役[201]
- オトナ高校 第3話（2017年10月28日、テレビ朝日）中山遥香 役[202]
- 海月姫（2018年1月15日 - 3月19日、フジテレビ）ばんば 役[72]
- 直撃!シンソウ坂上2時間SP 〜日航123便からのメッセージ・33年目の真相〜（2018年8月16日、フジテレビ）村上みき 役[203][204]
- 連続テレビ小説（NHK総合）
  - まんぷく（2018年10月1日 - 2019年3月30日）鹿野（桑原）敏子 役[76][205]
  - エール（2020年3月30日 - 11月27日[注釈 7]）関内吟 役[207]
  - おむすび 第41回 - 最終回（2024年11月25日 - 2025年3月28日）相原三花 役[208]
- ブラックスキャンダル（2018年10月4日 - 12月6日、読売テレビ）阿久津唯菜 役[209]
- 必殺仕事人2019（2019年3月10日、朝日放送テレビ・テレビ朝日）雉子島ほのか 役[210]
- 女の機嫌の直し方（2019年3月17日 - 31日、日本テレビ）北澤茉莉 役[211][注釈 8]
- 都立水商! 〜令和〜（2019年5月6日 - 6月24日、毎日放送 / 5月8日 - 6月26日、TBS）乾千花 役[212]
- わたし旦那をシェアしてた 第3話（2019年7月18日、読売テレビ）沢野絵里 役[213]
- リーガル・ハート 〜いのちの再建弁護士〜 第4話（2019年8月12日、テレビ東京）井上純夏 役[214]
- 佐藤二朗と斎藤工が行きたくない街No.1名古屋のドラマに出演するにあたり色々考えてみた（2019年9月22日、テレビ愛知）松井玲奈（本人） 役[215]
- シャーロック アントールドストーリーズ 第1話（2019年10月7日、フジテレビ）水野麻里 役[216]
- 明日すべてわかるから〜失踪彼女〜（2019年11月20日 - 12月11日、日本テレビ）主演・梨紗 役[217]
- 磯野家の人々〜20年後のサザエさん〜（2019年11月24日、フジテレビ）早川 役[218]
- 浦安鉄筋家族（2020年4月11日 - 9月26日[注釈 9]、テレビ東京）麻岡ゆみ 役[220]
- 行列の女神〜らーめん才遊記〜 第3話 - 最終話（2020年5月4日 - 6月8日、テレビ東京）難波倫子 役[221]
- 30禁 それは30歳未満お断りの恋。（2021年1月12日 - 3月2日、フジテレビ）主演・森山志乃 役[222][注釈 10]
- 広域警察（2021年6月24日、テレビ朝日）内藤絵美 役[223]
- プロミス・シンデレラ（2021年7月13日 - 9月14日、TBS）菊乃（加賀美明） 役[224][225]
- ∞ゾッキ シリーズ『裏ゾッキ』『旅ゾッキ』（2022年4月3日 - 6月19日、BSJapanext / 7月27日 - 9月7日、Amazon Prime Video）ナレーション（『裏ゾッキ』）・旅人（『旅ゾッキ』）[226]
- しろめし修行僧 第2話（2022年4月16日、テレビ東京）山村朱里 役[227]
- オクトー 〜感情捜査官 心野朱梨〜（2022年7月7日 - 9月8日、読売テレビ）心野紫織 役[228]
  - オクトー 〜感情捜査官 心野朱梨〜 Season2（2024年10月3日 - 12月12日、読売テレビ）[229]
- 少年のアビス（2022年9月2日 - 10月21日、毎日放送）柴沢由里 役[230]
- 大河ドラマ どうする家康 第19回・第33回（2023年5月21日・8月27日、NHK総合）お万 役[96][97]
- やわ男とカタ子（2023年8月7日 - 9月25日、テレビ東京）片桐藤子 役[231]
- ギフテッド Season1 第5話・第6話・最終話（2023年9月9日 - 16日・10月1日、東海テレビ）弓月兵馬 役[232]
  - ギフテッド Season2（2023年10月14日 - 12月2日、WOWOW / 2024年6月8日 - 29日、東海テレビ）弓月兵馬 役[233][234]
- たとえあなたを忘れても（2023年10月22日 - 12月17日、朝日放送テレビ）森亜弓 役[235]
- 仮想儀礼（2023年12月3日 - 2024年2月11日、NHK BS）徳岡雅子 役[236]
- 嗤う淑女（2024年7月27日 - 9月21日、東海テレビ）野々宮恭子 役[237]
- 問題物件 第6話（2025年2月19日、フジテレビ）柿崎カナエ 役[238]
- 大岡越前8 第5話（2025年7月6日、NHK BSプレミアム4K）初音 役[239]

### テレビアニメ
- 電波教師（2015年4月4日 - 9月26日、読売テレビ）鑑純音 役[57]
- バブル バス ベイ（2023年7月29日 - 2024年7月27日、キッズステーション）シドニー 役[240]

### バラエティ
- 世界・ふしぎ発見!（2012年10月6日 - 2024年3月30日、TBS）[241]
  - 第1285回「東京ディズニーリゾート誕生秘話 日本・アメリカ 夢の王国クロニクル」（2013年8月24日）ミステリーハンター[242][243]
  - 第1676回「スタジオツアー東京オープン記念！ ハリー・ポッターの世界 in イギリス大捜索SP」（2023年6月24日）ミステリーハンター[244][245]
- 笑神様は突然に…（2014年11月7日 - 、日本テレビ）「鉄道BIG4の旅」に不定期出演[246]
- アイドル応援バラエティ 千原せいじのバズ☆ドル（2016年4月10日 - 2017年1月4日、テレビ愛知）MC[注釈 11]
- 東京暇人〜TOKYO hi-IMAGINE〜（2016年4月 - 12月、2017年3月25日 - 2020年3月21日、日本テレビ）MC[注釈 12]
- アメトーーク!（2017年1月29日[注釈 13]、2019年5月24日、2020年10月6日、テレビ朝日）「鉄道ファンクラブ」のパネリスト側ゲスト[249][250]
- LIFE!〜人生に捧げるコント〜（2018年7月13日 - 、NHK総合）不定期出演[251]
- ただ今、コント中。（2020年8月29日・12月29日、フジテレビ）[252][253]
- オールスター合唱バトル（2023年5月14日 - 、フジテレビ）MC[注釈 14]

### その他のテレビ番組
- アイチ☆ポリス SEASON3（2013年8月6日 - 2014年2月6日、名古屋テレビ）[258]
- アニマゲー（2014年4月13日 - 2017年3月11日、毎日放送[注釈 15]）司会[注釈 16]
- たとえBAR（2018年8月18日、NHK総合）[261][262]
- 花は咲く〜走れ!サンテツver.〜（5分版：2019年3月23日 - 、1分版：3月25日 - 、メイキング版：3月31日 - 、Ver. 2：8月11日 - 、「復旧がんばれ!」版：11月27日 - 、NHK総合）[263][264]
- Doki Doki! NHKワールド JAPAN（2019年3月31日 - 2021年3月21日、NHK総合・NHKワールド JAPAN）司会[265]
- 激突ロボットラグビー〜愛知の工業高校生たちのトライ〜（2020年1月13日、テレビ愛知）ナレーション[266]

### 映画
- gift（2014年7月12日、メディアミックス・ジャパン）主演・山根沙織 役（遠藤憲一とのダブル主演）[267][注釈 17]
- はらはらなのか。（2017年4月1日、SPOTTED PRODUCTIONS）リナ 役[268]
- 笑う招き猫（2017年4月29日、DLE）主演・アカコ 役（清水富美加とのダブル主演）[199]
- めがみさま（2017年6月10日、MMJ）主演・佐倉理華 役（新川優愛とのダブル主演）[269]
- 劇場版 仮面ライダービルド Be The One（2018年8月4日、東映）才賀涼香 / シザーズロストスマッシュ 役[74][270]
- 輪違屋糸里（2018年12月15日、アークエンタテインメント）吉栄 役[271][272]
- 21世紀の女の子（2019年2月9日、ABCライツビジネス）[273]
- 女の機嫌の直し方（2019年6月15日、よしもとクリエイティブ・エージェンシー）北澤茉莉 役[211][注釈 8]
- 今日も嫌がらせ弁当（2019年6月28日、ショウゲート）持丸若葉 役[274]
- 半径1メートルの君〜上を向いて歩こう〜「とある家のこと」（2021年2月26日、吉本興業）[275]
- ゾッキ（2021年4月2日、イオンエンターテイメント）幽霊のような女 役[注釈 18]
- 幕が下りたら会いましょう（2021年11月26日、SPOTTED PRODUCTIONS）主演・斎藤麻奈美 役[278]
- 血ぃともだち（2022年2月5日、エイベックス・ピクチャーズ）薙野素子 役（ゲスト出演）[279][280]
- よだかの片想い（2022年9月16日、ラビットハウス）主演・前田アイコ 役[281]
- 生きててごめんなさい（2023年2月3日、渋谷プロダクション）相澤今日子 役[282]
- 緑のざわめき（2023年9月1日、SDP）主演・小山田響子 役[283][284][285]
- Short Trial Project 2023「モンブラン」（2023年10月6日）主演（星田英利とのダブル主演）[286]
- ゴールド・ボーイ（2024年3月8日、東京テアトル・チームジョイ）東静 役[287]
- チャチャ（2024年10月11日、メ〜テレ / カルチュア・パブリッシャーズ）飲食店の店員 役[288]

### 劇場アニメ
- 魔女見習いをさがして（2020年11月13日[289][注釈 19]、東映）主演・吉月ミレ 役（森川葵、百田夏菜子とのトリプル主演）[291]

### 舞台
- マジすか学園 〜京都・血風修学旅行〜（2015年5月14日 - 19日、アイアシアタートーキョー）主演・ゲキカラ 役（横山由依とのダブル主演）[292][293]
- 新・幕末純情伝（2016年6月23日 - 7月3日、東京：天王洲 銀河劇場 / 7月6日 - 17日、東京：新宿紀伊國屋ホール / 7月22日 - 24日、大阪：梅田芸術劇場メインホール / 2017年1月3日 - 4日、愛知：穂の国とよはし芸術劇場PLAT主ホール / 1月7日 - 8日、沖縄：中城城跡・第1回中城演劇フェスティバル）主演・沖田総司 役[66][67][68]
- ベター・ハーフ（2017年6月25日 - 7月17日、東京：本多劇場 / 7月21日 - 22日、愛知：ウインクあいち大ホール / 7月28日 - 30日、福岡：久留米シティプラザ 久留米座 / 8月5日 - 6日、大阪：サンケイホールブリーゼ）平澤遙香 役[294]
- 24番地の桜の園（2017年11月9日 - 28日、東京：Bunkamura シアターコクーン / 12月2日 - 3日、長野：まつもと市民芸術館 / 12月8日 - 10日、大阪：森ノ宮ピロティホール）アーニャ 役[295]
- ラヴ・レターズ 〜青井陽治追悼公演〜（2017年12月17日、EX THEATER ROPPONGI）メリッサ 役[296]
- 神の子どもたちはみな踊る after the quake（2019年7月31日 - 8月16日、よみうり大手町ホール）小夜子 役[297]
- DISTANCE-TOUR-「夏間麗のリモート授業」（2020年8月5日、本多劇場）夏間麗 役[298][299][300][301]
- オリエント急行殺人事件（2020年12月8日 - 27日、Bunkamura シアターコクーン）アンドレニ伯爵夫人 役[302]
- ジュリアス・シーザー（2021年10月10日 - 31日、東京：PARCO劇場 / 11月3日、大阪：森ノ宮ピロティホール / 11月7日、山形：やまぎん県民ホール 大ホール / 11月14日、福島：いわき芸術文化交流館アリオス 大ホール / 11月17日、宮城：仙台銀行ホール イズミティ21 大ホール / 11月20日 - 21日、富山：富山県民会館ホール / 11月27日 - 28日、愛知：東海市芸術劇場大ホール）アントニー 役[303]
- 歌妖曲〜中川大志之丞変化〜（2022年11月6日 - 30日、東京：明治座 / 12月8日 - 12日、福岡：キャナルシティ劇場 / 12月17日 - 25日、大阪：新歌舞伎座）蘭丸杏 役[304][305]
- ミナト町純情オセロ〜月がとっても慕情篇〜（2023年3月10日 - 28日、東京：東京建物 Brillia HALL / 4月13日 - 5月1日、大阪：COOL JAPAN PARK OSAKA WWホール）村板モナ 役[306][307]
- いきなり本読み!in三越劇場（2024年8月3日、三越劇場）[308]
- いきなり本読み!in BOOTCAMP!（2025年3月11日 - 14日、草月ホール）[309]
- ハリー・ポッターと呪いの子（2025年7月8日 - 2026年1月31日〈予定〉、TBS赤坂ACTシアター）ハーマイオニー・グレンジャー 役[310][311]

### ラジオ
- ミュ〜コミ+プラス（2013年4月2日 - 2018年3月20日、ニッポン放送）月曜日レギュラーアシスタント[40]
  - ニッポン放送開局60周年ミュ〜コミ+プラス・ラジオドラマ「バック・トゥ・ザ・レディオ」（2014年8月26日 - 29日）本人 役[312]
- オールナイトニッポン劇場「家族編」（2018年4月2日 - 6月22日、ニッポン放送）[313]
- 松井玲奈のオールナイトニッポン0(ZERO)（2019年4月28日、ニッポン放送）パーソナリティ[314]
- アニソンプレミアム RADIO（2023年12月30日、NHK-FM）MC[注釈 20]

### オーディオドラマ
- BATMAN 葬られた真実（2022年5月3日 - 31日、Spotify）ケル 役[316]

### ナレーター
- ファーストラヴ（2019年10月18日、Audible）[317]

### CM
- カゴメ「野菜一日これ一本」（2010年5月10日 - 2012年7月）野菜シスターズ・セロリ 役[318][注釈 21]
- UHA味覚糖「ぷっちょ」（2010年8月10日 - 2012年9月）「AKB48ちょ」のメンバー[319][注釈 21]
- マイクロソフト Xbox 360『Kinect』（2010年10月6日 - 2011年）松井珠理奈と共演[320]
- 日本中央競馬会 中京競馬場『行くね』篇・『来ました』篇（2012年2月）篠田麻里子と共演[321]
- クラブヤマノフェイシャルガーデンコスメティクス「ジャーマンクレイ無添加オーガニック」（2012年12月 - ）郷ひろみと共演[322]
- スクウェア・エニックス「キングダムハーツ アンチェインドキー」（2015年12月1日 - ）[323]
- サッポロビール 第93回箱根駅伝用オリジナルCM年始特別バージョン「第93回箱根駅伝 届けたい言葉篇 本大会」（2017年1月2日 - 3日）[324]
- 中部電力ミライズ「みんなで脱炭素プロジェクト」（2024年2月 - ）[325]

### ネット配信
- オシャレに恋したシンデレラ〜おかりえが夢を叶えるまで〜（2011年10月1日 - 12月28日、BeeTV）主演・松岡りえ 役[29]
- 学校の怪談（2012年7月20日 - 9月1日、BeeTV）ストーリーテラー[326]
- 松井玲奈（SKE48）の（おひとり・ω・さま!!）（2013年3月18日 - 、AmebaStudio）[327]
- DAMチャンネル（2015年3月、第一興商）SKE48期間限定MC[328]
- 1日ガチ生放送ver.4 松井玲奈の “シ干” まみれ〜新・幕末純情伝への軌跡〜（2016年6月4日、AbemaSPECIALチャンネル）[329]
- 東京ヴァンパイアホテル 第2話（2017年6月16日、Amazonプライム・ビデオ）怪しい女 役[330]
- 30禁 それは30歳未満お断りの恋。（2020年9月15日 - 11月2日、FOD）主演・森山志乃 役[331][332]
- 死ぬほど愛して（2025年3月27日 - 、ABEMA SPECIAL）瀬川水樹 役[333][334]

### イベント
- 中京競馬場グランドオープン記念イベント（2012年3月3日）広報大使[335]
- GirlsAward
  - GirlsAward 2013 SPRING/SUMMER（2013年3月23日、国立代々木競技場第一体育館）[37][38]
  - GirlsAward 2014 AUTUMN/WINTER（2014年10月1日、国立代々木競技場第一体育館）[336]
- 関西コレクション 2014 SPRING/SUMMER（2014年3月16日、京セラドーム大阪）[48][49]
- 京都国際マンガ・アニメフェア
  - 京都国際マンガ・アニメフェア(京まふ)2014（2014年9月20日、京都市勧業館）[337]
  - 京都国際マンガアニメフェスタ2015（2015年9月19日、京都市勧業館）[338]
- 琉球アジアコレクション2015（2015年10月25日、豊崎海浜公園）[339]
- 愛知万博10周年記念 モリコロパークトークショー（2015年11月1日、愛・地球博記念公園）[19]
- 日経BP社 TREND EXPO TOKYO2016（2016年11月12日、東京ミッドタウン）[19]
- DEG JAPAN デジタル配信セミナー（2016年12月14日）[340]
- アニメ紅白歌合戦 Vol.6 代々木ファイナル（2017年2月5日、国立代々木競技場第一体育館）白組応援団[341]
- ええじゃないかとよはし映画祭（2017年3月3日 - 5日[342]、2018年3月2日 - 4日[343]、2019年3月8日 - 10日[344]、2021年3月12日 - 14日[345]、豊橋市）アンバサダー[71][注釈 22]
- 特別展 天空ノ鉄道物語（2019年12月3日 - 2020年2月28日、六本木ヒルズ 森アーツセンターギャラリー&スカイギャラリー）アンバサダー[348][注釈 23]
- 松井玲奈バースデーアコースティックライブ（2020年7月26日）[351]
- メ〜テレシネマ映画祭2022（2022年5月20日 - 26日、伏見ミリオン座）アンバサダー[352]
- JR九州 西九州新幹線開業記念 嬉野温泉駅1日駅長（2022年9月23日）[353][354]

### キャンペーン
- 日本クレジットカード協会 啓発キャンペーン『好きです、ルールを守る人!』（2013年4月 - 6月）[355]
- 壱番屋 カレーハウスCoCo壱番屋 チームシーフード リーダー（2013年10月16日 - ）[356]
- 徳川美術館 80周年イメージキャラクター（2015年）[357]
- メ〜テレどでか冬のプレゼント キャンペーンキャラクター（2016年）[358]
- 名鉄名古屋駅構内アナウンス（2016年1月23日 - 2月4日[359]、2017年1月21日 - 2月9日[360]）

### SKE48劇場公演
- チームS 1st Stage「PARTYが始まるよ」（2008年10月5日 - 2009年2月8日、SKE48劇場）参加ユニット曲「クラスメイト」「星の温度」
- チームS 2nd Stage「手をつなぎながら」（2009年2月14日 - 10月16日、SKE48劇場）参加ユニット曲「雨のピアニスト」「チョコの行方」
- チームS 3rd Stage「制服の芽」（2009年10月25日 - 2013年7月10日、SKE48劇場）参加ユニット曲「枯葉のステーション」「思い出以上」
- チームE 3rd Stage「僕の太陽」（2013年7月24日 - 2014年4月22日、SKE48劇場）参加ユニット曲「ヒグラシノコイ」[361]
- チームE 4th Stage「手をつなぎながら」（2014年5月2日 - 2015年8月31日、SKE48劇場）参加ユニット曲「この胸のバーコード」[362]

## 書籍

### 写真集
- きんぎょ（2012年3月1日、光文社）SKE48メンバー初のソロ写真集[363][364]
- ヘメレット（2014年4月1日、ワニブックス）[365][366]

### 雑誌連載
- 週刊SPA!（扶桑社）
  - ひとりぼっちの映画祭（2013年6月11日 - 2015年5月11日）[367]
  - 松井玲奈の ひとりでできんもん!?（2015年6月22日 - 2016年10月18日）[368][369]
- TV Bros.（2014年4月9日 - 9月23日、東京ニュース通信社）松井玲奈の真夜中の雑記帳[370][371]
- Street Jack!（2015年8月24日 - 2016年4月23日、ベストセラーズ）松井玲奈のSNEAKER JACK[372]
- 小説現代 2016年10月号 - （2016年9月21日 - 、講談社）書評現代[373]
- an・an 2201号 - 2225号（2020年5月20日 - 11月10日、マガジンハウス）ひみつのたべもの[374]
- 小説トリッパー 2021年秋季号 - 2023年冬季号（2021年9月17日 - 2023年12月18日、朝日新聞出版）私のもしも図鑑[375]
- Oggi 2024年1月号 - （2023年11月28日 - 、小学館）今日は今日とて、読書日和[376]

### エッセイ
- ひみつのたべもの（2021年4月20日、マガジンハウス）[注釈 24][377]
- 私だけの水槽（2024年4月19日、朝日新聞出版）[378]

### カレンダー
- 松井玲奈 2012年カレンダー（2011年11月19日、ハゴロモ）[379]

### ムック本
- 20±SWEET 2013 SUMMER（2013年7月1日、東京ニュース通信社）[380]